# جیل لاتیانو
جیل لاتیانو (انگلیسی: Jill Latiano؛ زاده ۱۷ سپتامبر ۱۹۸۰) بازیگر، مدل، رقصنده و شخصیت تلویزیونی اهل ایالات متحده آمریکا است.
لاتیانو در سال ۲۰۰۹ با گلن هاوتون، بازیگر آمریکایی و هم‌بازی‌اش در مجموعه فیلادلفیا همیشه آفتابی است، ازدواج کرد.

## فیلم‌شناسی
- سکس و سیتی (۲۰۰۴، مجموعه تلویزیونی)
- سی‌اس‌آی: نیویورک (۲۰۰۶، مجموعه تلویزیونی)
- بتی بی‌ریخته (۲۰۰۷–۲۰۰۶، مجموعه تلویزیونی)
- فیلم حماسی (۲۰۰۷)
- فیلادلفیا همیشه آفتابی است (۲۰۰۹، مجموعه تلویزیونی)
- اجتماع (۲۰۱۰، مجموعه تلویزیونی)